# Wolf Creek
Wolf Creek és un thriller de terror australià inspirat en fets reals i dirigit per Greg McLean/Mclean, estrenat l'any 2005. Ha estat doblat al català.

## Argument
Broome, Austràlia, 1999. Ben, un surfista de Sydney, i dos joves angleses, Liz i Kristy, van en cotxe al desert d'Austràlia per admirar l'immens cràter Wolfe Creek, causat per un enorme meteorit caigut diversos milers d'anys abans. En el moment de marxar, troben el seu cotxe avariat. Cau la nit, veuen arribar un home d'un certa edat al volant d'una grua, que els ofereix de remolcar el seu auto fins a casa seva, per tal de reemplaçar la peça en mal estat. Però una vegada allà, els tres joves es troben presoners per aquesta inquietant persona, que és en realitat un homicida psicòpata i sàdic. Liz i Kristy aconsegueixen fugir, però aquest estrany individu es llança seguidament a la seva cerca.

## Repartiment
- Nathan Philipps: Ben Mitchell
- Cassandra Magrath: Liz Hunter
- Kestie Morassi: Kristy Earl
- John Jarratt: Mick Taylor

## Acollida
El film va tenir un cert èxit comercial, informant aproximadament 27.762.000 $ al box-office mundial, dels quals 16.188.000 $ a Amèrica del Nord, per a un pressupost de 1.100.000 $.
Va rebre una acollida crítica tèbia, recollint un 53 % de crítiques positives, amb una nota mitjana de 5,6/10 i sobre la base de 110 crítiques recollides, en el lloc Rotten Tomatoes. A Metacritic, obté un resultat de 54/100 sobre la base de 26 crítiques recollides.

## Al voltant de la pel·lícula

### Fets reals
Wolf Creek s'inspira lliurement en un fet real, el rapte d'una parella de turistes, Peter Falconio i Joanne Lees, víctimes d'un assassí que s'havia proposat destrossar el seu vehicle, avariat, mentre que recorrien el bush com a turistes. Falconio va ser abatut, mentre Lees va aconseguir escapar-se. L'assassí, Bradley John Murdoch, va ser capturat, i va ser jutjat culpable de l'homicidi l'any 2005. Contràriament al que conta el film, només hi ha una única víctima coneguda, i l'homicidi va tenir lloc a 2.000 km de Wolf Creek.

### Continuació i sèrie de televisió
El film ha conegut una continuació l'any 2013: Wolf Creek 2.
L'any 2016 és difosa la sèrie de televisió Wolf Creek.

### Festivals
L'any 2005, el film formava part de la selecció de la Quinzena dels directors, secció paral·lela del Festival de Canes. El llargmetratge competia igualment, Com a primer film, a la Càmera d'or. Finalment es va presentar en el Festival de Sundance l'any 2005.

## Crítica
- "El que la fa tan efectiva no és la seva originalitat (que és pràcticament inexistent), ni tan sols la seva quantitat de gore (la violència és més implícita que mostrada) sinó la manera en què McLean torça les fórmules habituals, de manera que el que creïs que va a passar gairebé mai succeeix."[7]
- "Executada amb una habilitat i un realisme magníficament desenvolupats."[8]
- "Hi ha una línia i aquesta pel·lícula la creua. No sé on està, però està molt al nord de Wolf Creek. Hi ha un paper per a la violència al cinema, però... Quin és el maleït propòsit d'aquesta sàdica celebració de dolor i crueltat?"[9]